# Бйорн Віллемсе
Бйорн Ві́ллемсе (нід. Bjorn Willemse; народився 11 грудня 1983, Тілбург, Нідерланди) — нідерландський хокеїст, захисник. Наразі виступає за «Тілбург Трепперс» в Ередивізі. У складі національної збірної Нідерландів учасник кваліфікаційних турнірів до зимових Олімпійських ігор 2006 і 2010, учасник чемпіонатів світу 2003 (дивізіон I), 2004 (дивізіон I), 2005 (дивізіон I), 2006 (дивізіон I), 2007 (дивізіон I), 2008 (дивізіон I), 2009 (дивізіон I) і 2010 (дивізіон I). У складі молодіжної збірної Нідерландів учасник чемпіонату Європи 2000 (дивізіон II), чемпіонатів світу 2001 (дивізіон III), 2002 (дивізіон II) і 2003 (дивізіон II). У складі юніорської збірної Нідерландів учасник чемпіонату світу 2001 (дивізіон III).
Виступав за «Тілбург Трепперс», «Неї-сюр-Марн».